# Pedostibes tuberculosus
Pedostibes tuberculosus es una especie de anfibios de la familia Bufonidae.
Es endémica de los Ghats occidentales, en la India.
Está amenazada de extinción debido a la pérdida de su hábitat natural.